# Кубок Уругваю з футболу
Кубок Уругваю з футболу — клубний кубковий турнір з футболу у Уругваї, що був створений у 2022 році. 
Із 2023 року переможець кваліфікується до Південноамериканського кубка. 
З 2022 року володар Кубка Парагваю змагається за Суперкубок Парагваю.

## Історія та формат
Створення змагання отримало широке обговорення у місцевій футбольній спільноті у 2018 року, однак через епідемію COVID-19 плани були трішки змінені. Остаточно турнір був затверджений Асоціацією футболу Уругваю 20 квітня 2022 року. Цю ідею підтримали найсильніші футбольні клуби країни.
У першому розіграші турніру брали участь 76 команд. Змагання проводилось за системою плей-оф. Першим переможцем став Дефенсор Спортінг.

## Фінали
| Рік  | Чемпіон           | Рахунок        | Фіналіст              |
| ---- | ----------------- | -------------- | --------------------- |
| 2022 | Дефенсор Спортінг | 1:0            | Ла-Лус                |
| 2023 | Дефенсор Спортінг | 2:2 (пен. 4:2) | Монтевідео Сіті Торке |
| 2024 | Дефенсор Спортінг | 2:2 (пен. 3:1) | Насьйональ            |

## Титули за клубами
| Клуб              | Титули | Роки перемог     |
| ----------------- | ------ | ---------------- |
| Дефенсор Спортінг | 3      | 2022, 2023, 2024 |